# Точка Курнакова
Точка Курнакова — физико-химический термин, назван в честь Николая Курнакова. Точка Кюри для сплавов.
Многие твёрдые растворы замещения при относительно невысоких температурах способны находиться в упорядоченном состоянии, то есть вместо статистического распределения разносортных атомов в узлах пространственной решётки атомы одного и другого металла размещаются в совершенно определённом порядке. Такие твёрдые растворы называются упорядоченными; используется также термин «сверхструктура».
Переход из неупорядоченного в упорядоченное состояние происходит при определённой температуре или в определённом интервале температур. Температура, при которой твёрдый раствор полностью разупорядочивается, называется точкой Курнакова и обозначается {\displaystyle \Theta _{K}}. Упорядочение происходит обычно только при медленном охлаждении твёрдого раствора из температурной области выше {\displaystyle \Theta _{K}}.